# Rathaus Osnabrück

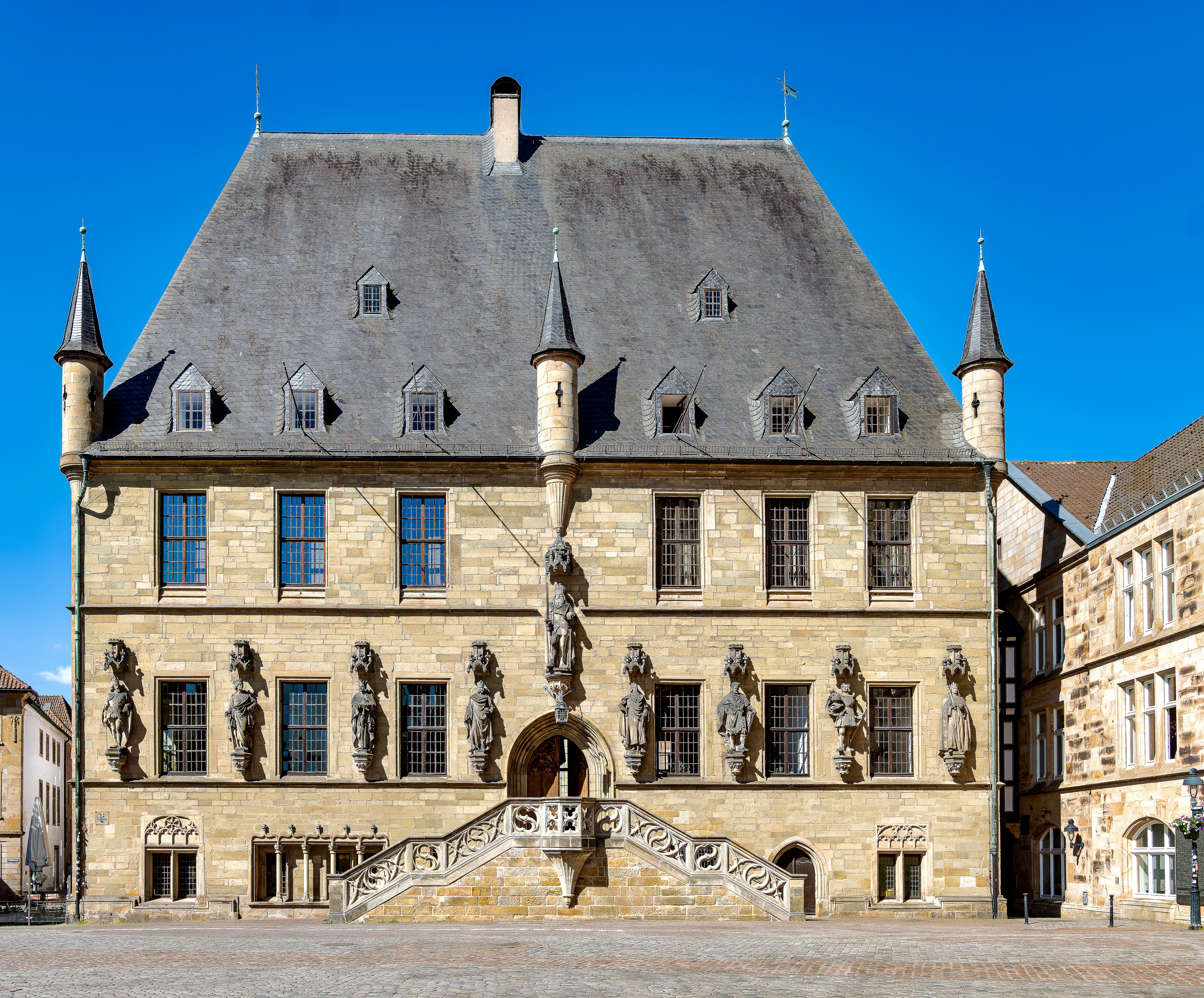
Rathaus von Osnabrück

Das historische Rathaus der Stadt Osnabrück wurde zwischen 1487 und 1512 im spätgotischen Stil erbaut. Es ist eines der wesentlichen Wahrzeichen und prägenden Gebäude der Stadt Osnabrück und wird bis heute als Rathausgebäude genutzt. Im Jahre 1648 wurde im Rathaus der Stadt Osnabrück und im Rathaus von Münster von den Kriegsparteien des Dreißigjährigen Krieges der Westfälische Friede ausgehandelt und unterzeichnet.
Am 15. April 2015 wurde das historische Rathaus als eine der Stätten des Westfälischen Friedens von der Europäischen Kommission mit dem Europäischen Kulturerbe-Siegel ausgezeichnet.

## Geschichte

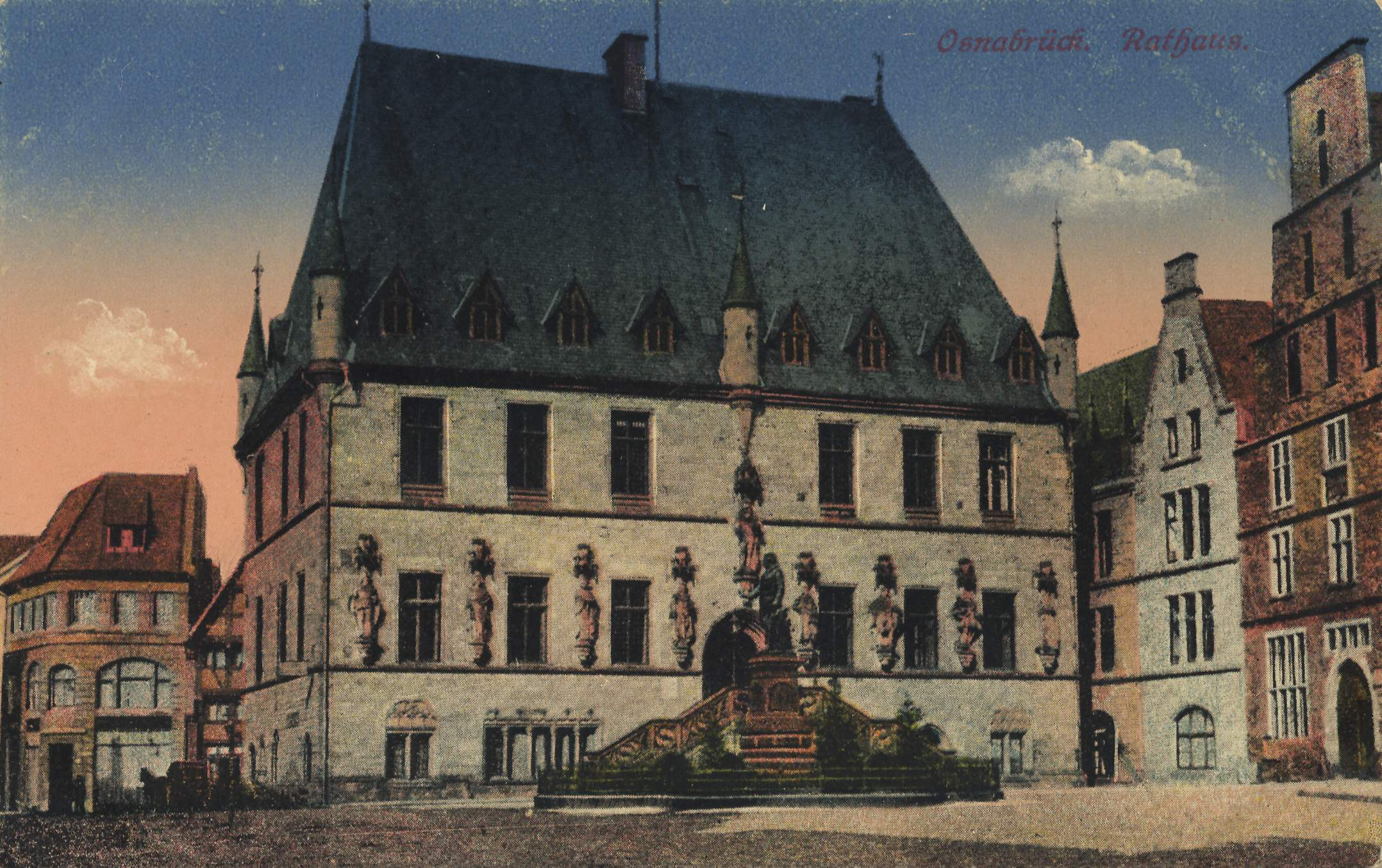
Das Rathaus auf einer Ansichtskarte, um 1900

Bis in das 16. Jahrhundert hinein wurde in Osnabrück das Alte Rathaus am Markt genutzt. Bereits im 15. Jahrhundert erteilte der Rat der Hansestadt Osnabrück den Auftrag, ein neues Rathaus zu errichten. Baubeginn war 1487, im Jahre 1505 wurde das Richtfest gefeiert. Fertiggestellt wurde das neue Osnabrücker Rathaus im Jahre 1512. Die Inneneinrichtung soll jedoch erst im Jahre 1575 abschließend fertiggestellt worden sein.
Seine geschichtsträchtigsten Momente hatte das Osnabrücker Rathaus in den letzten Jahren des Dreißigjährigen Krieges. Zwischen 1643 und 1648 tagte hier ein Teil der Delegationen der Kriegsparteien zu Verhandlungen über einen Friedensschluss, welcher schließlich im Jahre 1648 mit dem „Westfälischen Frieden von Osnabrück und Münster“ gefasst wurde. Im Osnabrücker Rathaus waren dabei die Gesandten des Königreiches Schweden sowie diejenigen des Kaisers und der Reichsstände versammelt; demgegenüber verhandelten zu gleicher Zeit im Rathaus von Münster die kaiserlichen Gesandten und die von Frankreich. An die Verhandlungen erinnern bis heute die Porträts von 42 europäischen Gesandten des Friedenskongresses im Friedenssaal des Osnabrücker Rathauses. Hinzu kommen die drei Bildnisse von Herrschern der damaligen Kriegsparteien, nämlich der schwedischen Königin Christina, des französischen Königs Ludwig XIV. und des deutschen Kaisers Ferdinand III.
Zwischen 1846 und 1880 wurde der Friedenssaal des Rathauses in eine Prunkhalle umgebaut. Diese Änderung wurde Anfang des 20. Jahrhunderts rückgängig gemacht und der Friedenssaal in seinen ursprünglichen Zustand zurückversetzt. Seine ursprüngliche Funktion als Ratssaal ist nur noch durch den Osnabrücker Handgiftentag am 2. Januar gegeben.
Am 13. September 1944 wurde das Osnabrücker Rathaus bei Bombenangriffen alliierter, insbesondere britischer Bomber mehrfach getroffen und schwer beschädigt. Das Gebäude brannte bis auf die Grundmauern ab. Da die nahezu vollständige historische Einrichtung schon einige Zeit vor den Angriffen sicher eingelagert worden war, wurde der größte Teil der Inneneinrichtung gerettet. Nach Kriegsende genoss zunächst die Herrichtung von Wohnraum und Schulen höchste Priorität, aber schon im Herbst 1946 beschloss der Rat den Wiederaufbau des Rathauses. Der Aufbau wurde am 2. Mai 1947 begonnen. Da auch die Stadt nicht von der allgemeinen Materialknappheit ausgenommen war, wurden für Baumaterialien Kohle aus der städtischen Pachtgrube Zeche Anneliese am Schafberg zum Tausch angeboten.
Am 24. Oktober 1948, zur 300-Jahr-Feier des Westfälischen Friedens, wurde das restaurierte Rathaus mit der historischen Einrichtung wieder seiner Bestimmung übergeben.
Am 29. März 2003 wurde zwischen dem Osnabrücker- und dem Münsteraner Rathaus mit 40.000 Menschen eine rund 50 Kilometer lange Menschenkette gegen den Irakkrieg geschlossen.

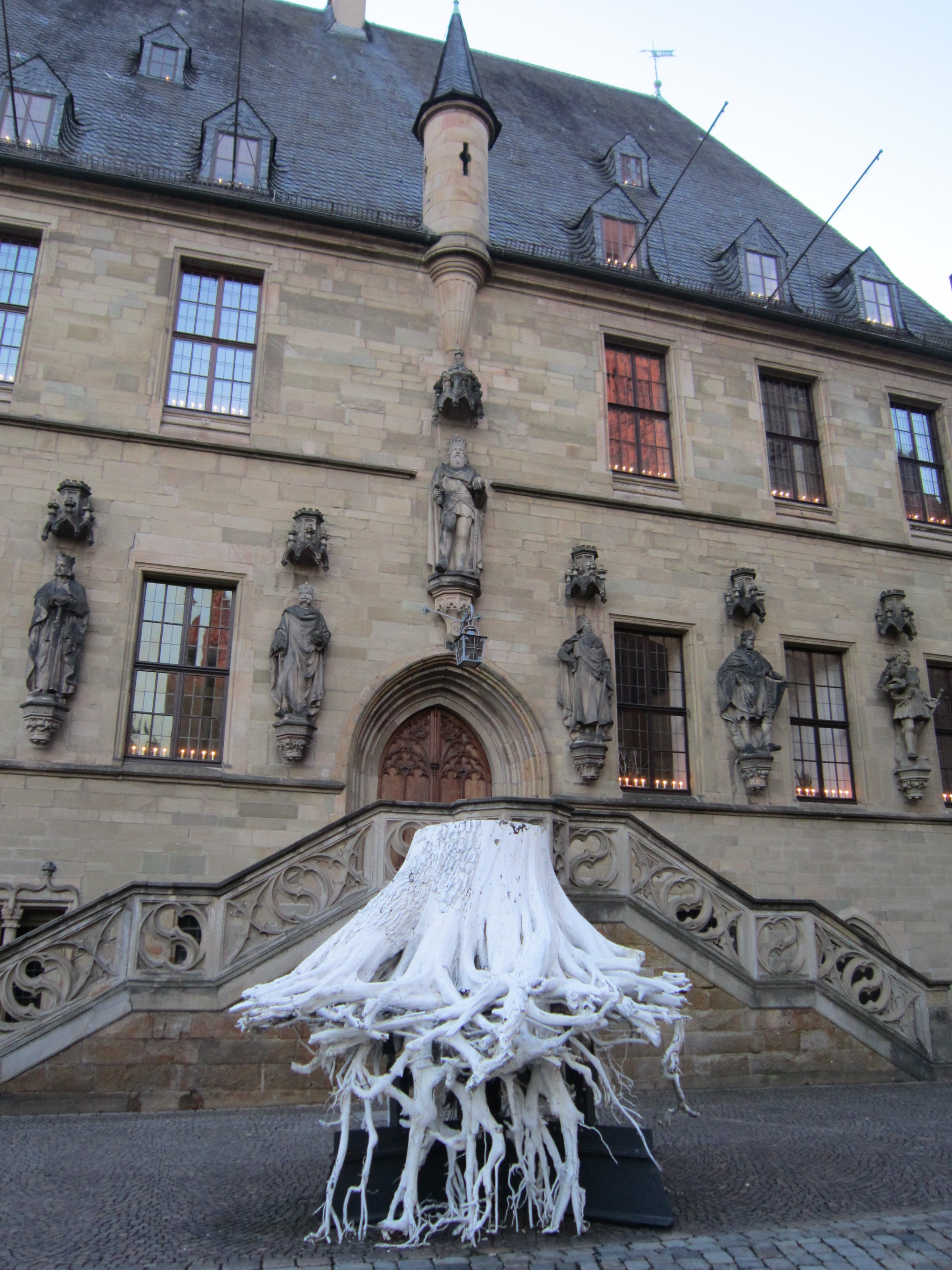
White Root im Gedenkjahr 2020 vor dem Rathaus Osnabrück

In der Nacht auf den 5. Juli 2019 verübte ein 47-jähriger Mann einen Brandanschlag auf die über 500 Jahre alte Tür des Rathauses. Da der Schaden nur oberflächlich war, konnten die Spuren beseitigt werden.
Am 25. September 2020 eröffnete die Stadtverwaltung die temporäre Ausstellung White Root des Osnabrücker Künstlers Volker-Johannes Trieb auf dem Platz vor dem Rathaus. Gezeigt wird ein mit weißer Farbe besprayter Eichenstumpf mit Wurzeln, der an das Ende des Zweiten Weltkriegs erinnern soll. Die Ausstellung konnte in der Vorweihnachtszeit unverändert fortgesetzt werden, da wegen der COVID-19-Pandemie in Deutschland der traditionell vor dem Rathaus stattfindende Weihnachtsmarkt abgesagt werden musste. Im Anschluss an die Ausstellungseröffnung wurde im Rathaus des 50. Todestags des gebürtigen Osnabrückers Erich Maria Remarque gedacht.

## Bauliche Anlage

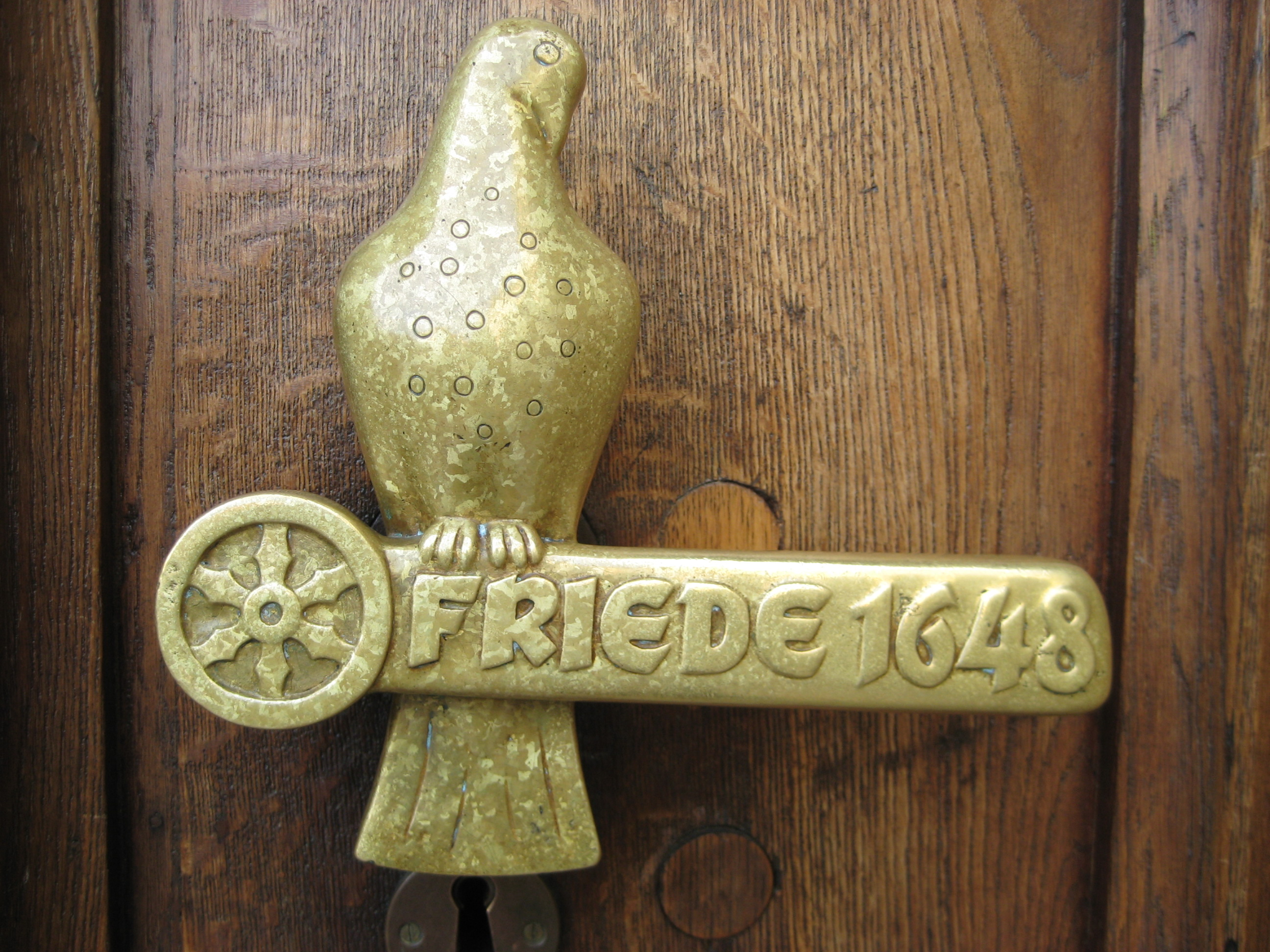
Türgriff Friede 1648 von Fritz Szalinski, 1963

Das Osnabrücker Rathaus ist im spätgotischen Stil erbaut und macht schon von außen einen bedeutenden Eindruck. Die Frontansicht wird durch ein 18 Meter hohes Walmdach bestimmt, dessen Höhe beinahe der sonstigen Höhe des Gebäudes von der Bodenplatte bis zur Traufe entspricht. Am unteren Ende des Daches befinden sich insgesamt sechs Türme, die an die Wach- und Ecktürme einer Festung erinnern. Darüber hinaus findet sich an der Vorderseite des Rathauses seit 1846 eine große Freitreppe, die von zwei Seiten zur rund 500 Jahre alten Eingangstür führt (zuvor erfolgte der Zugang über eine einziehbare Holztreppe). Die Türklinke an der Eingangstür, aus schwerer Bronze gefertigt, zeigt die Jahreszahl 1648 und eine Taube.
Über dem Eingang steht eine Statue Karls des Großen als Gründer von Stadt und Bistum Osnabrück. Auf beiden Seiten befinden sich neben ihm die so genannten Kaiser-Plastiken, welche die deutschen Kaiser Sigismund, Friedrich II. (Stauferkaiser), Rudolf von Habsburg, Wilhelm I. (zugleich König von Preußen), Friedrich I. Barbarossa, Arnulf, Maximilian I. und Ludwig der Bayer darstellen. Die Statuen sind ein Geschenk des preußischen Königshauses aus dem 19. Jahrhundert, was die Darstellung des preußischen Königs und deutschen Kaisers Wilhelm I. in der Reihe der Würdenträger erklärt. Bereits zuvor waren an diesen Stellen Bildwerke angebracht. Daneben waren ursprünglich auch an der Südseite Statuen vorhanden, wo sich noch heute die Orte der ehemaligen Sockel erkennen lassen.

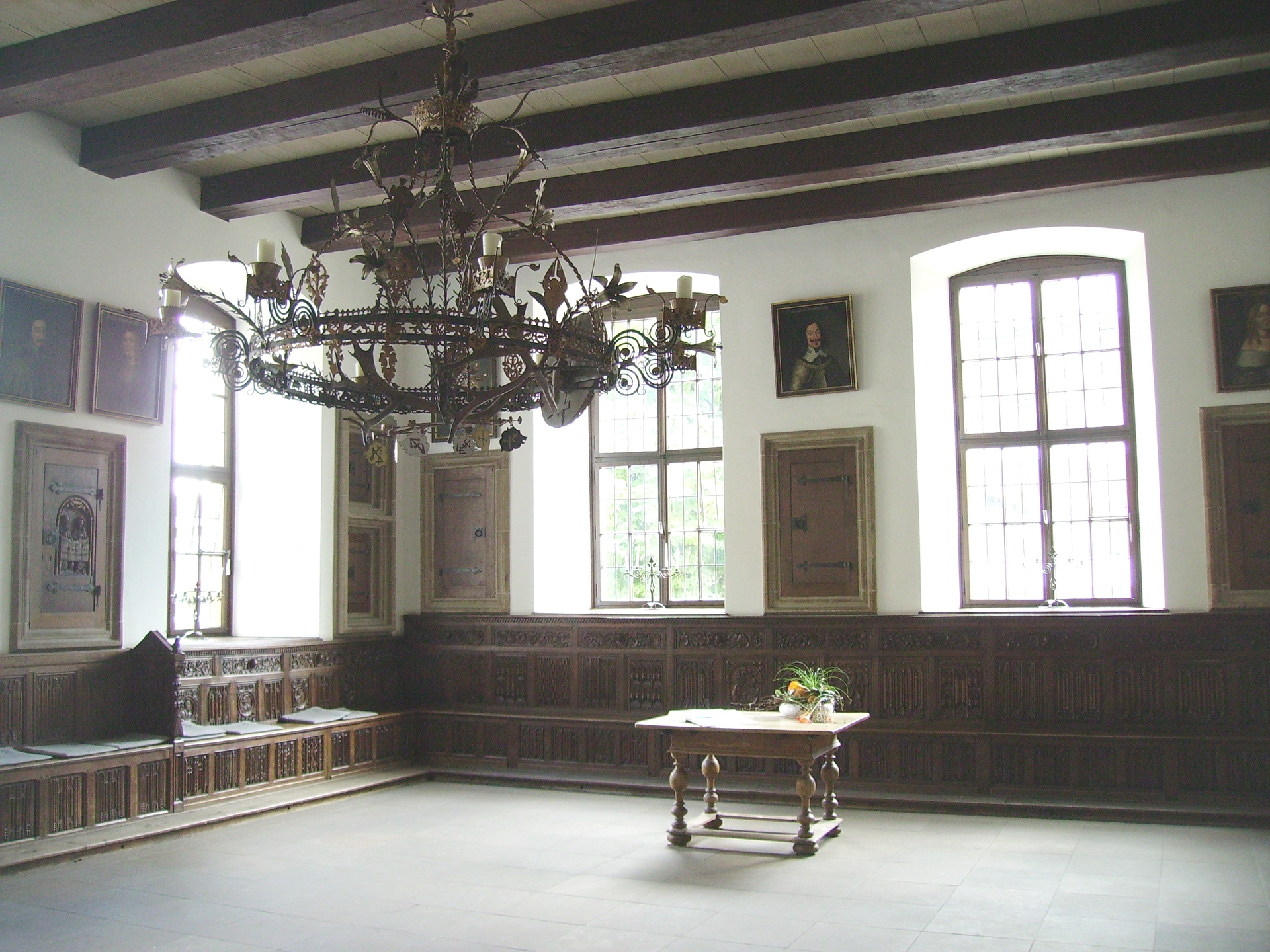
Friedenssaal

Im Erdgeschoss befindet sich wenige Meter hinter dem Eingang links der Durchgang zum bereits genannten Friedensaal, direkt gegenüber liegt die Rathausschatzkammer. Hier werden eine Vielzahl kostbarer Pretiosen aufbewahrt und ausgestellt, darunter das Ratssilber, Münzen, Prägestempel und verschiedenste Dokumente. Herausragend sind hier der  Kaiserpokal aus dem 13./14. Jahrhundert und die älteste Schützenkette Osnabrücks. Von historischer Bedeutung sind darüber hinaus die vorhandenen Urkunden, unter anderem eine Nachbildung des Westfälischen Friedensvertrages „Osnabrücker Friedensinstrument“ sowie ein Faksimile der Urkunde, womit Kaiser Friedrich I. Barbarossa im Jahre 1171 Osnabrück das Recht auf eine eigene Gerichtsbarkeit zustand.
Im Obergeschoss steht ein Modell, das Osnabrück im Jahre 1633 zeigt. Vorlage war ein Stadtplan aus diesem Jahr, der von dem Kupferstecher Wenzel Hollar erstellt wurde. Es wurde von 1955 bis 1957 vom Bildhauer und Genremaler Heinrich Bohn (1911–1990) angefertigt.